# Villy-en-Auxois
Villy-en-Auxois ist eine französische Gemeinde mit 227 Einwohnern (Stand 1. Januar 2022) im Département Côte-d’Or in der Region Bourgogne-Franche-Comté. Sie gehört zum Kanton Semur-en-Auxois und zum Arrondissement Montbard.
Nachbargemeinden sind Villeberny im Nordwesten, Salmaise im Norden, Verrey-sous-Salmaise im Nordosten, Charencey und Champrenault im Osten, Chevannay im Südosten, Avosnes im Süden, Saffres im Südwesten und Massingy-lès-Vitteaux im Westen.

## Bevölkerungsentwicklung
| Jahr                       | 1962 | 1968 | 1975 | 1982 | 1990 | 1999 | 2008 | 2015 |
| -------------------------- | ---- | ---- | ---- | ---- | ---- | ---- | ---- | ---- |
| Einwohner                  | 403  | 370  | 348  | 281  | 277  | 209  | 243  | 217  |
| Quellen: Cassini und INSEE |      |      |      |      |      |      |      |      |

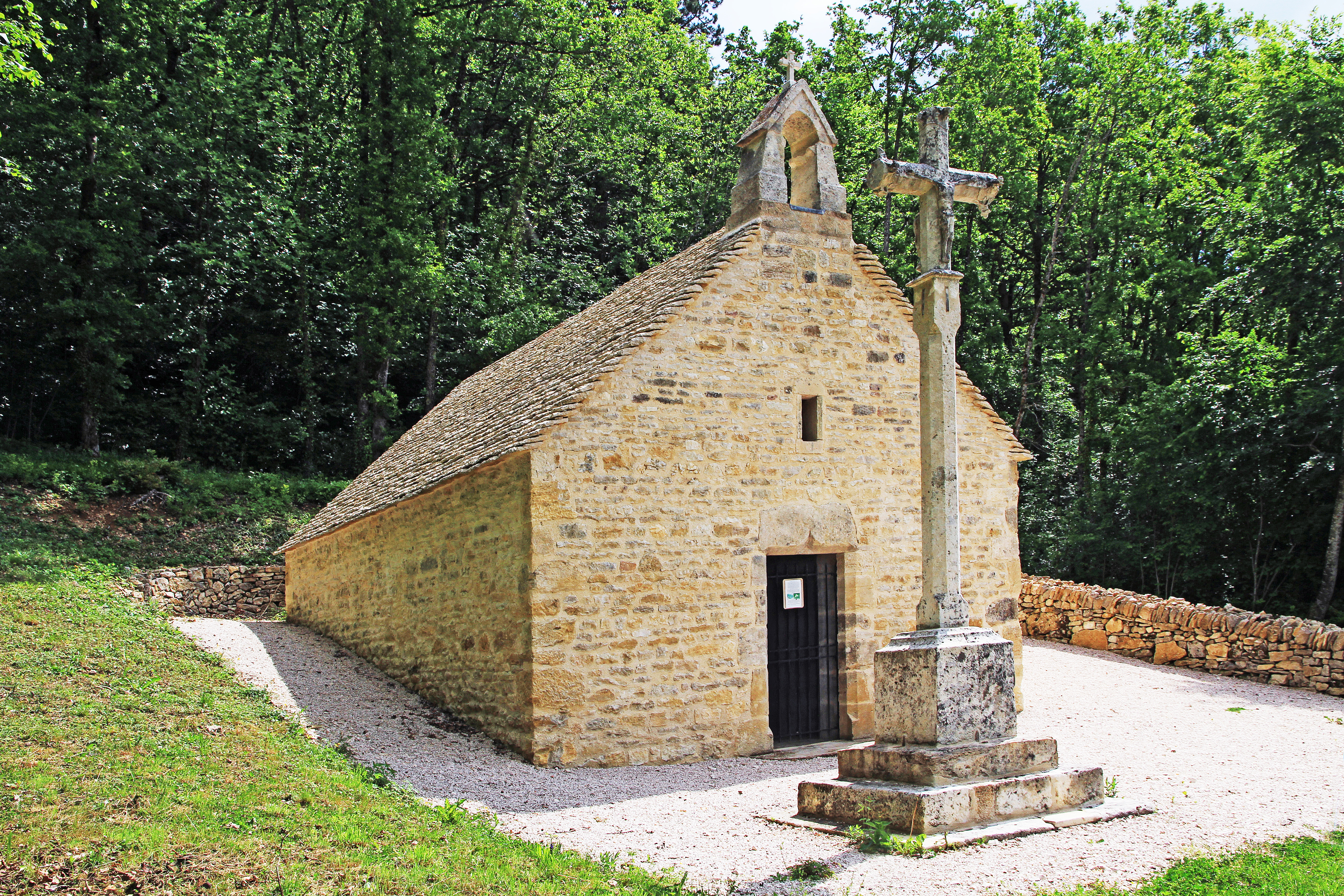
Kapelle und Kruzifix bei Villy-en-Auxois
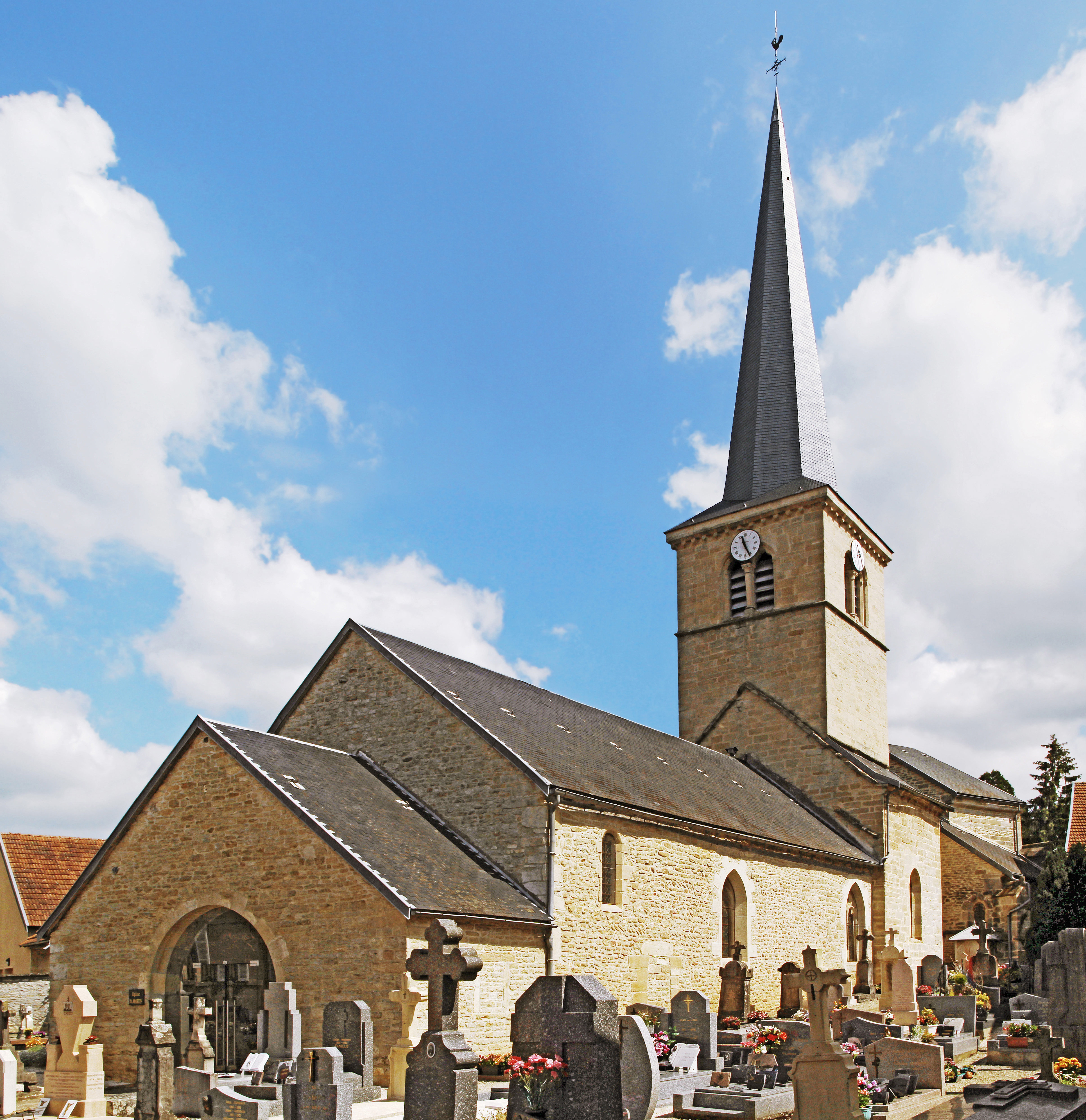
Kirche
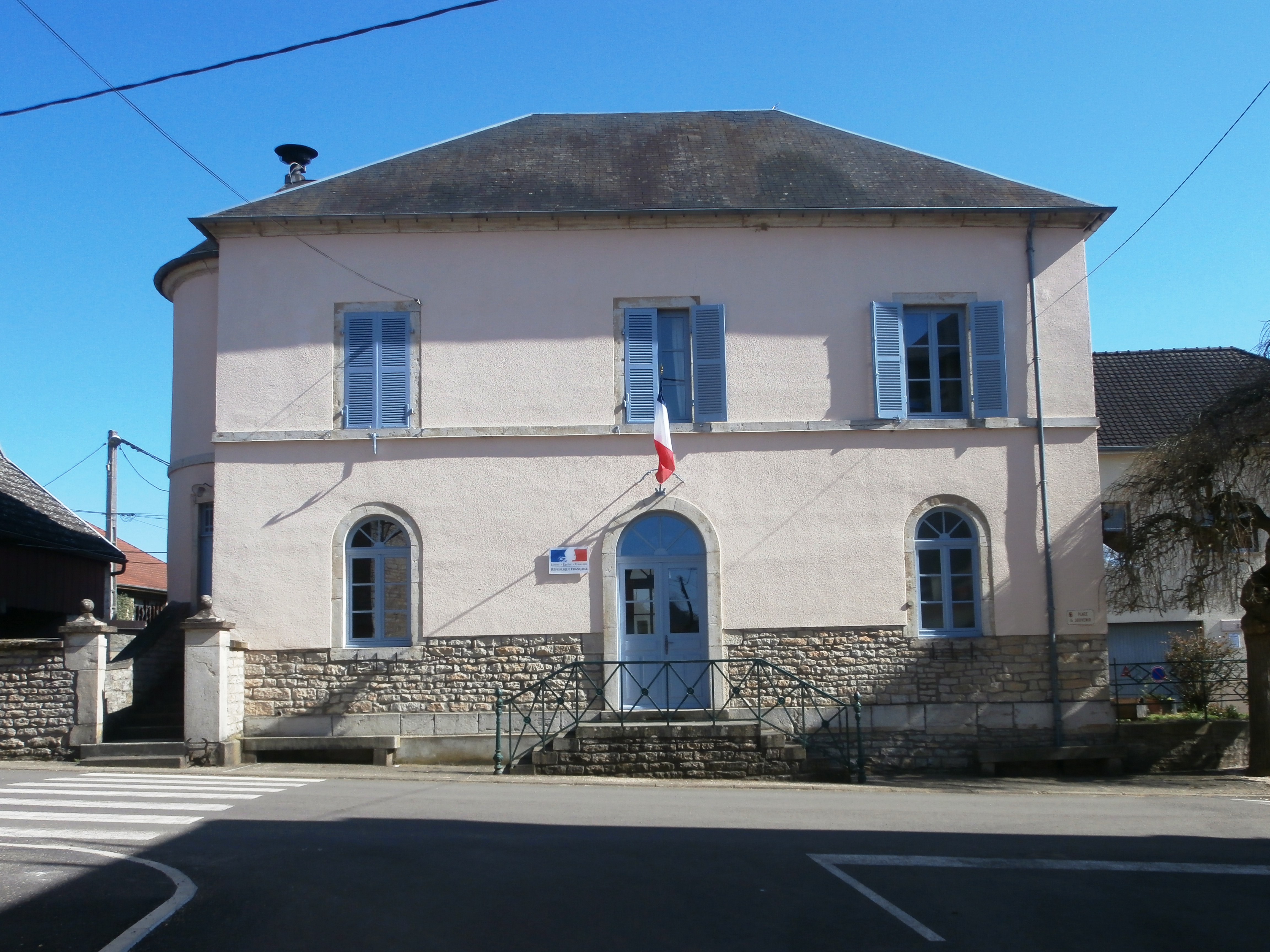
Die Mairie von Villy-en-Auxois
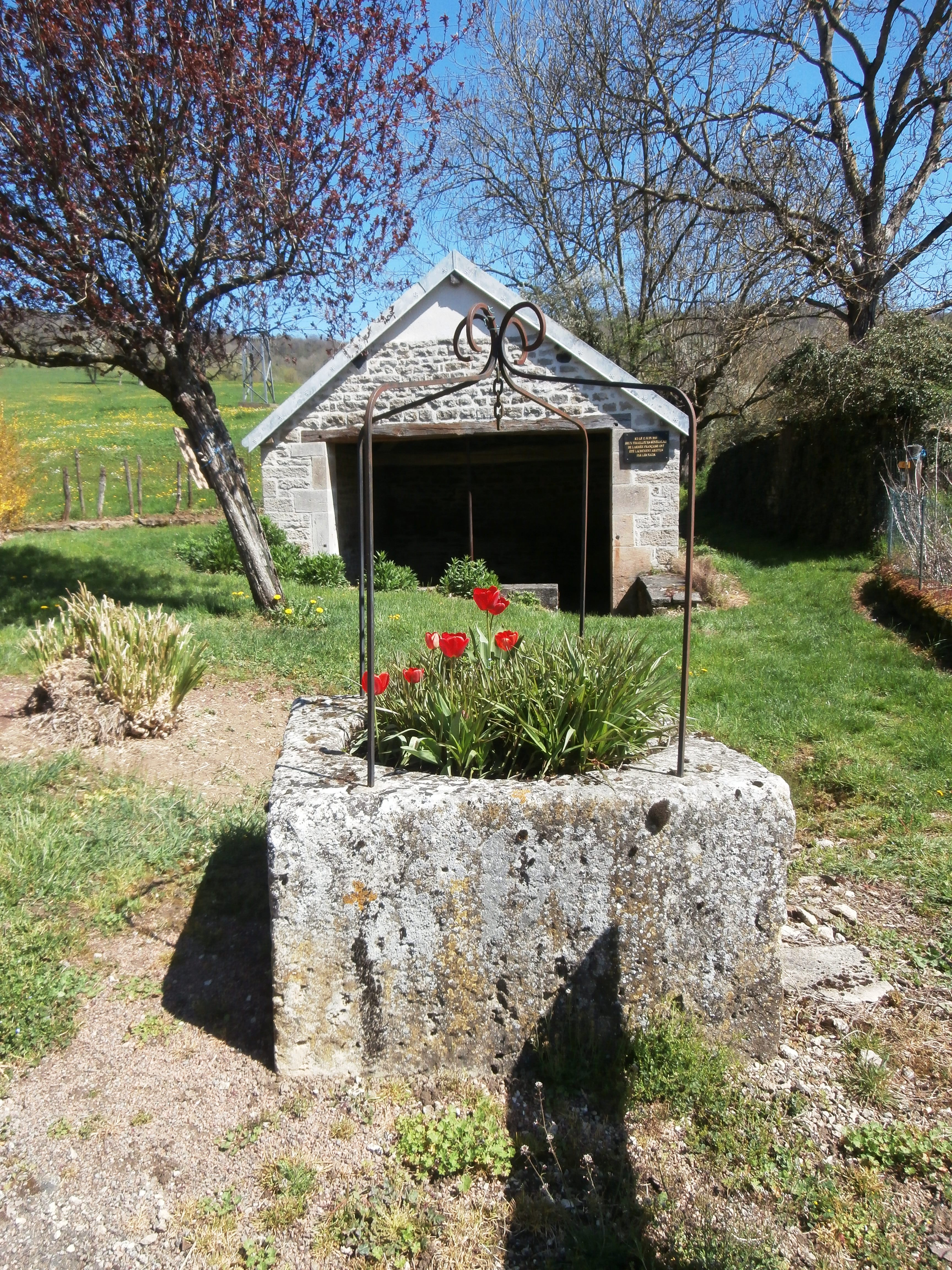
Lavoir

## Sport
Im Jahr 2024 führte die Tour de France auf der 8. Etappe durch Villy-en-Auxois. Auf der D26 wurde mit der Côte de Villy-en-Auxois (480 m) eine Bergwertung der 4. Kategorie abgenommen. Diese wies auf einer Länge von 2,4 Kilometern eine durchschnittliche Steigung von 5,5 % auf. Der Norweger Jonas Abrahamsen gewann die Bergwertung.